# Sirpa
Sirpa – gaun wikas samiti w zachodniej części Nepalu w strefie Rapti w dystrykcie Rolpa. Według nepalskiego spisu powszechnego z 2011 roku liczył on 1393 gospodarstwa domowe i 7038 mieszkańców (3957 kobiet i 3081 mężczyzn).